# Eleutherodactylus jasperi
Eleutherodactylus jasperi ou Coqui-dourado é uma espécie de anfíbio original de Porto Rico. Ele habita principalmente na região da Serra de Cayey, possuia uma cor amarela dourado e tinha cerca de 2 cm. É o único anfíbio anuro ovovivíparo do mundo. As fêmeas mantêm os embriões nas trompas, e depois de cerca de 30 dias elas dão à luz de 3 a 5 filhotes.
Esse animal está na Lista Vermelha elaborada pela União Internacional para a Conservação da Natureza, e estima-se que ele foi extinto,
pois não são encontrados indivíduos desde 1981.